# Baccha bistriatus
Baccha bistriatus är en tvåvingeart som beskrevs av Kohli, Kapoor och Gupta 1988. Baccha bistriatus ingår i släktet nålblomflugor, och familjen blomflugor. Inga underarter finns listade i Catalogue of Life.